# سيمون دايموند
سيمون دايموند (بالإنجليزية: Simon Diamond)‏ هو مصارع محترف أمريكي، ولد في 26 مايو 1960 في ويلمنغتون في الولايات المتحدة.

## وصلات خارجية
- سيمون دايموند على موقع IMDb (الإنجليزية)
- سيمون دايموند على موقع قاعدة بيانات الفيلم (الإنجليزية)